# Eupachypeltis
Eupachypeltis is een geslacht van wantsen uit de familie van de Miridae (Blindwantsen). Het geslacht werd voor het eerst wetenschappelijk beschreven door Karl Alfred Poppius in 1915.

## Soorten
Het genus bevat de volgende soorten:

- Eupachypeltis flavicornis Poppius, 1915
- Eupachypeltis immanis C.S. Lin, 2000
- Eupachypeltis pilosus Poppius, 1915
- Eupachypeltis unicolor Hu & L.Y. Zheng, 2001